# Oncidium reflexum
Oncidium reflexum là một loài phong lan đặc hữu của tây nam México.

## Synonyms
- Oncidium funereum Lindl.
- Oncidium pelicanum Lindl.
- Oncidium suttonii Bateman ex Lindl.
- Oncidium suave Lindl.
- Oncidium macropterum A.Rich. & Galeotti
- Oncidium wendlandianum Rchb.f.
- Oncidium tayleurii Lindl.
- Oncidium reflexum var. intermedium Regel
- Oncidium acrochordonia Rchb.f. ex Kraenzl.
- Oncidium liebmannii Rchb.f. ex Kraenzl.
- Oncidium uncia Rchb.f. ex Kraenzl.
- Oncidium durangense Hágsater

## Hình ảnh

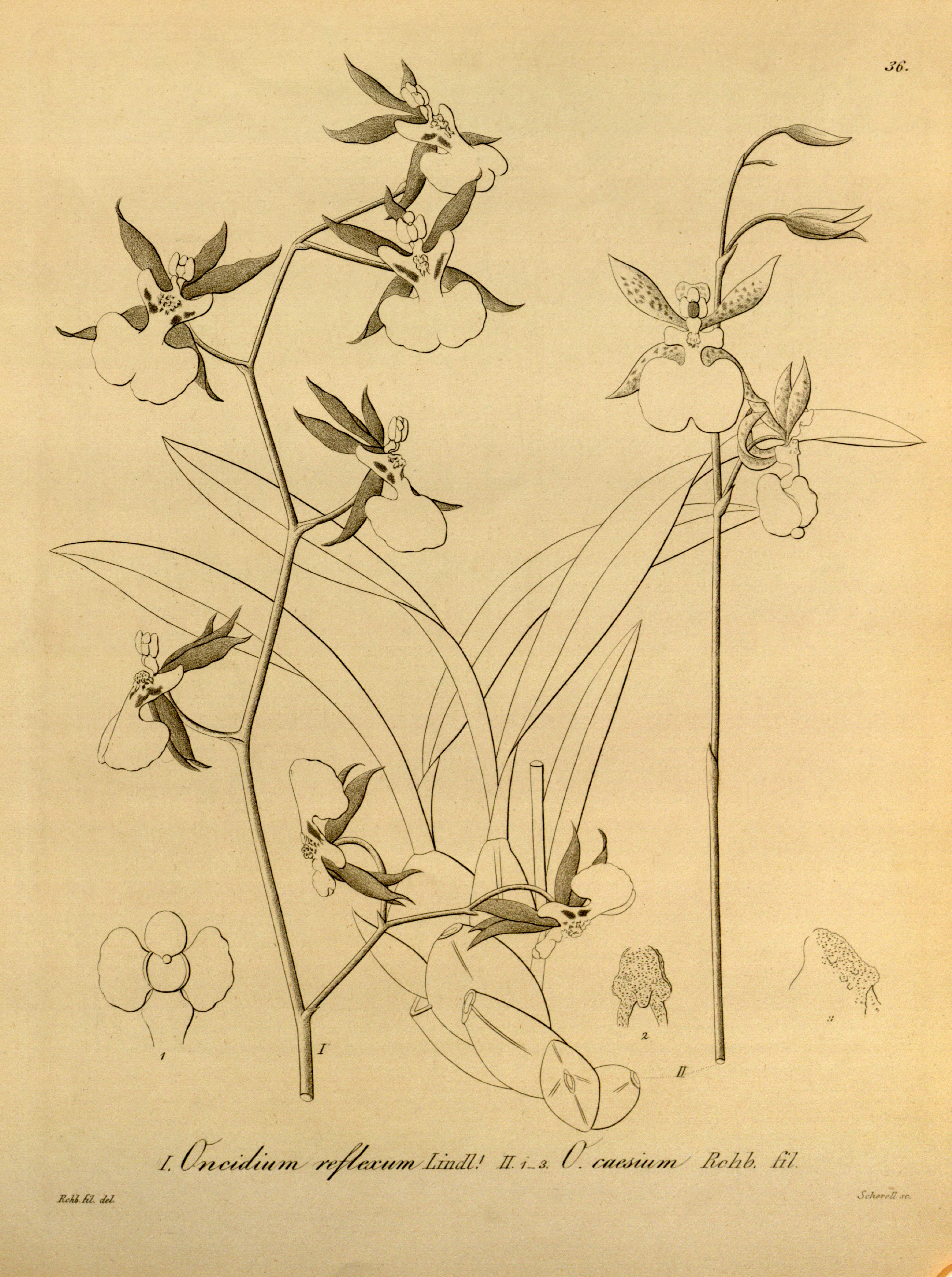